# Estación Intermodal de Gijón
La Estación Intermodal de Gijón o también Nueva Estación Intermodal será una estación de ferrocarril y autobuses en Gijón, Asturias (España). Supondrá la sustitución de la estación provisional de Gijón-Sanz Crespo y de la estación de autobuses de ALSA y se ubicará en el barrio de Moreda. Está englobada dentro de un ambicioso proyecto urbanístico y ferroviario denominado Plan de Vías. Este plan afecta a varias decenas de miles de metros cuadrados en pleno centro de la ciudad, en los antiguos terrenos de las estaciones de Gijón-Jovellanos y El Humedal.
La Nueva Estación Intermodal fue ideada en 2000 y su primera ubicación se planeó en 2002 en El Humedal (centro de la ciudad).En 2005 su localización se movió hasta Moreda (oeste) y se conoció su primer diseño en 2006. Aunque el Plan de Vías comenzó su materialización en 2009 el proyecto se bloqueó en 2011 por motivos presupuestarios y en 2015 se descartó el diseño original en favor de uno totalmente diferente y más céntrico. En 2022 un nuevo estudio informativo retomó el proyecto en Moreda (con un diseño aún en desarrollo) y estimó la construcción de la estación en 321.790.000 euros.Actualmente se están elaborando los estudios previos a la edificación de la estación. Una vez concluidos podrá licitarse la construcción del recinto en 2026.
Será un importante nudo ferroviario del norte de España con un carácter principalmente terminal, puesto que es el fin de varias líneas de ancho métrico y ancho ibérico. No obstante, una línea de ancho ibérico continuará de manera subterránea por la ciudad, el denominado metrotrén, que supondrá un cambio importante en la movilidad del concejo así como en la del área metropolitana de Asturias.

## Historia del Plan de Vías

### Previos (1852-2000)
Gijón ha ido cambiando de estación de ferrocarril desde la llegada del Ferrocarril de Langreo en 1852. Destaca la estación del Norte, actual Museo del Ferrocarril de Asturias que sería cerrada al tráfico en 1990. La estación de Jovellanos y la de El Humedal surgieron entonces para englobar los servicios de Cercanías, antigua Feve y larga distancia.

### Planteamiento y desarrollo inicial (2000-2011)

#### Estudio informativo del metrotrén (2000-2002)

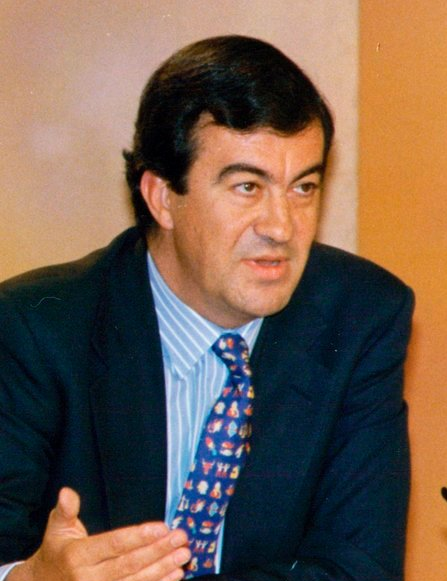
Francisco Álvarez-Cascos introdujo en el programa electoral del PP para las elecciones generales de 2000 el desarrollo de una estación intermodal subterránea en El Humedal y el macroproyecto de reformas en Cercanías Metrotrén de Asturias (que incluía un túnel en Gijón) A nivel ferroviario también propulsaría la construcción de la Línea de alta velocidad León-Asturias (que incluía la Variante de Pajares).

En el año 2000, se presenta el Plan de Infraestructuras 2000-2007 para el Principado de Asturias, ambicioso plan ferroviario que incluía la llegada del AVE y la construcción del Metrotrén de Asturias.El metrotrén en Gijón pretendía prolongar el trazado ferroviario por la ciudad desde su zona central hasta su parte oriental. Para ello emplearía un túnel. Su principal promotor sería el que fuera ministro de Fomento entre 2000 y 2004 Francisco Álvarez-Cascos (PP).
El estudio informativo del metrotrén (oficialmente túnel de penetración en Gijón y supresión de la barrera ferroviaria) se publicó en 2001 y se aprobó en abril de 2002. Entre 2003 y 2006 se construye dicho túnel, comenzando en su parte oriental (estación de Justo del Castillo) y avanzando hacia el oeste.
La conexión del túnel con el trazado ferroviario prexistente no podía ser ni mediante la estación de Jovellanos ni la de El Humedal, puesto que ninguna presentaba vías subterráneas. De este modo, surgió la necesidad de construir una nueva estación que se pudiera conectar con el trazado del metrotrén. Aprovechando esta tesitura, también se planteó acabar con la dualidad de los servicios de transporte existentes, con la construcción de una única gran estación central. Por lo tanto la actuación ferroviaria y urbanística, denominada Plan de Vías, consistía en:
- Construir un solo equipamiento que combinara vía estrecha, ancho ibérico, autobuses urbanos y autobuses interurbanos.[4]
- Unir el trazado ferroviario de dicho equipamiento con el túnel subterráneo del metrotrén, que desde Viesques se construiría hacia El Centro.[4]
- Liberar la gran extensión de terreno ferroviario en superficie que ocupaba la estación de Jovellanos y la de El Humedal en pleno barrio de El Centro. Para ello la nueva estación debía ser o bien subterránea o bien estar alejada del centro, una opción posible debido a que el metrotrén acercaría a los pasajeros de la estación terminal al resto de la ciudad mediante un sencillo transbordo.

Inicialmente, en el estudio del metrotrén aprobado en abril de 2002, se decidió situar a la Estación Intermodal de manera totalmente subterránea bajo la entonces en superficie estación de El Humedal.

#### Primer convenio y fundación de Gijón al Norte (2002)
Para asegurarse la correcta realización y financiación de las medidas planeadas en el estudio aprobado en abril de 2002 (metrotrén y estación intermodal en El Humedal), el 2 de septiembre de 2002 se firma un gran convenio entre el Ministerio de Fomento (Francisco Álvarez-Cascos), el Gobierno de Asturias (Vicente Álvarez Areces) y el Ayuntamiento de Gijón (Paz Fernández Felgueroso). Se recogían inversiones de 246 millones de euros.A raíz de dicho convenio el día 21 de noviembre de 2002 se funda Gijón al Norte SA, empresa pública participada por el Principado de Asturias (25%), el Ayuntamiento de Gijón (25%) y el Gobierno de España (50%). Esta empresa tendrá como objetivo coordinar los tres entes así como poner en práctica el llamado Plan de Vías.
En junio de 2003 un acto oficial da comienzo a las obras del túnel del metrotrén en base al estudio aprobado en abril de 2002. Sin embargo, el diseño de la estación intermodal en El Humedal no se había publicado todavía.

#### Primer estudio informativo de la estación (2005)
El 9 de junio de 2005 ocurre una reunión entre la nueva ministra de Fomento Magdalena Álvarez, la alcaldesa de Gijón Paz Fernández Felgueroso y el presidente de Asturias Vicente Álvarez Areces.En esa reunión el Ministerio de Fomento publica considerables modificaciones de las distintas actuaciones del Plan de Vías: En primer lugar se proyecta una estación intermodal en Moreda en vez de en El Humedal. Este cambio significativo respecto a la idea original de Álvarez-Cascos de 2000 permitiría demoler la estación de Jovellanos y la de El Humedal y urbanizar sus terrenos con mayor facilidad. En segundo lugar, se replantea el proyecto del metrotrén (en ese momento en construcción): el trazado de su parte occidental se modifica para poder unirse a la nueva estación (el túnel sin embargo una vez finalizado no acabaría en Moreda si no más al este; en el Museo del Ferrocarril) y se proyecta situar su cabecera oriental en el Hospital de Cabueñes y no en Viesques.

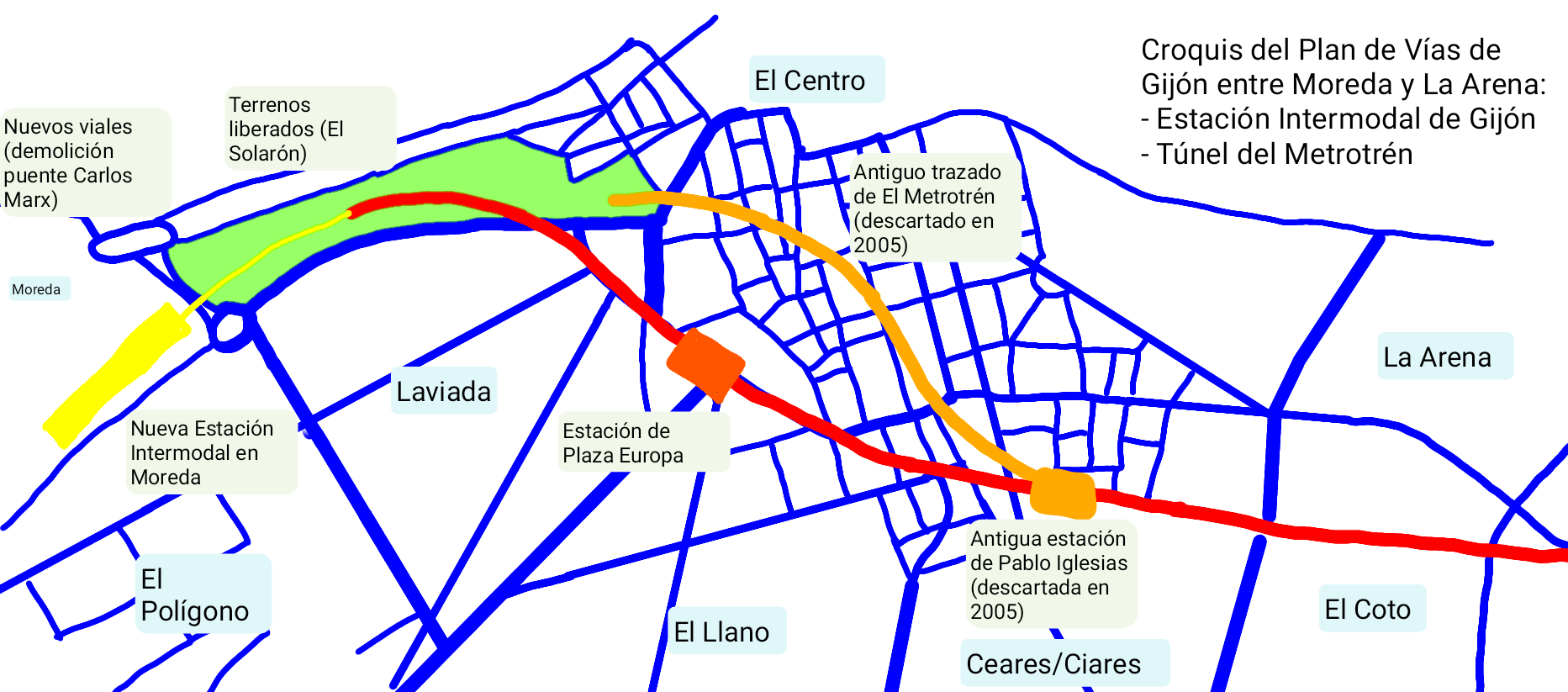
Croquis del Plan de Vías de Gijón tal y como se perfiló en 2005. En 2015 esta idea de desechó y se recuperó posteriormente en 2022

En diciembre de 2005 el Ministerio de Fomento publica el primer estudio informativo de la Nueva Estación Intermodal en Moreda. Se encuadraría entre las calles Carlos Marx, Sanz-Crespo y el parque de Moreda. Tendría dos niveles: uno semisoterrado (Renfe y autobuses) y otro soterrado para las cercanías (Renfe Cercanías y FEVE). Este último se conectaría con el túnel del metrotrén mediante una prolongación también subterránea. Los extensos terrenos de la estación de Jovellanos y de El Humedal serían urbanizados con edificios o torres de viviendas, parques y otros equipamientos tras demoler ambos edificios. La venta de estos terrenos para edificar viviendas permitiría financiar el Plan de Vías de un modo similar a como se financió la operación Cinturón Verde en Oviedo. Las actuaciones se valoraron en 101 millones de euros.

#### Diseño de Junquera Arquitectos (2006) y modificación de 2007
Gijón al Norte organizó un concurso internacional para elegir diseño de todo el Plan de Vías. El 3 de febrero de 2006 se conoce el ganador: el estudio de arquitectura Junquera Arquitectos. El lugar de extracción de la tuneladora del Metrotrén se situó en una parcela anexa al Museo del Ferrocarril. Llegó a dicho punto en diciembre de 2006, concluyendo así las obras del túnel urbano.
En abril de 2007 Gijón al Norte modifica el diseño original de la estación, el cual se vuelve más ambicioso al ubicar más en profundidad el conjunto de la estación y así reducir el efecto de barrera ferroviaria. La estación, aunque no subterránea, si tendría una cubierta ajardinada que se mimetizaría con el parque de Moreda. La intención era dar vía libre a un posible soterramiento hasta Veriña, el cual eliminaría todo el ferrocarril en superficie de la ciudad. El diseño urbanístico de la zona liberada presentado en 2006 por Jerónimo Junquera y su equipo incluía 6 torres de 100 metros paralelas al Museo de Ferrocarril (una de ellas sería un hotel de cinco estrellas), así como nuevos viales, zonas verdes y más edificios de viviendas. El diseño de la estación se resolvió con una serie de rampas que salvaran la diferencia entre la superficie y la cubierta, creando un novedoso marco de líneas quebradas y planos superpuestos que se repetiría en todo el Plan de Vías.

#### Plan especial urbanístico de 2008
El proyecto urbanístico se aprobó el 1 de agosto de 2008 por el pleno del Ayuntamiento de Gijón y se denominó Plan Especial para la Integración del Ferrocarril en la ciudad de Gijón. El plan urbanístico clasificó los usos del suelo de una bolsa de terreno de 39.766 metros cuadrados en base al diseño de edificios y calles del proyecto de Junquera Arquitectos.De esta superficie, el Plan Especial configuró 9.883 metros cuadrados para usos ferroviarios, 11.578 para espacios libres y equipamientos, 7.456 para usos viarios y 10.758 metros cuadrados  para edificar residencias. Fue aprobado por PSOE (13) e IU (2) con los votos en contra del PP (12).

#### Comienzo de las obras (2009-2011)

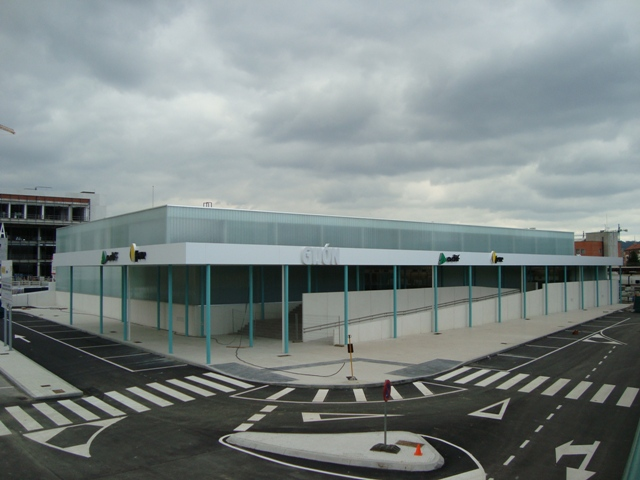
La Estación provisional de Sanz Crespo en enero de 2011 poco antes de su apertura.

Edificar la Nueva Estación Intermodal era complejo puesto que incluía demoliciones y construcciones a largo plazo en un ámbito de terreno muy extenso. Como su construcción iba a requerir la demolición previa de las dos estaciones (Humedal y Jovellanos), se construyó una estación provisional para absorber de manera temporal al tráfico de pasajeros mientras ocurrían las obras.Dicha estación, la provisional de Sanz Crespo, se licitó por 9,6 millones de euros y se comenzó a construir en noviembre de 2009. Se inauguró el 28 de marzo de 2011, coincidiendo con la clausura de las otras dos estaciones. Recibió ese nombre por la avenida que había sido cortada para su edificación. Se usaron materiales reutilizables. En julio de 2011 ya se habían demolido las estaciones de El Humedal y Jovellanos.

### Bloqueo (2011-2022)

#### Nuevo enfoque de Foro Asturias (2011-2015)

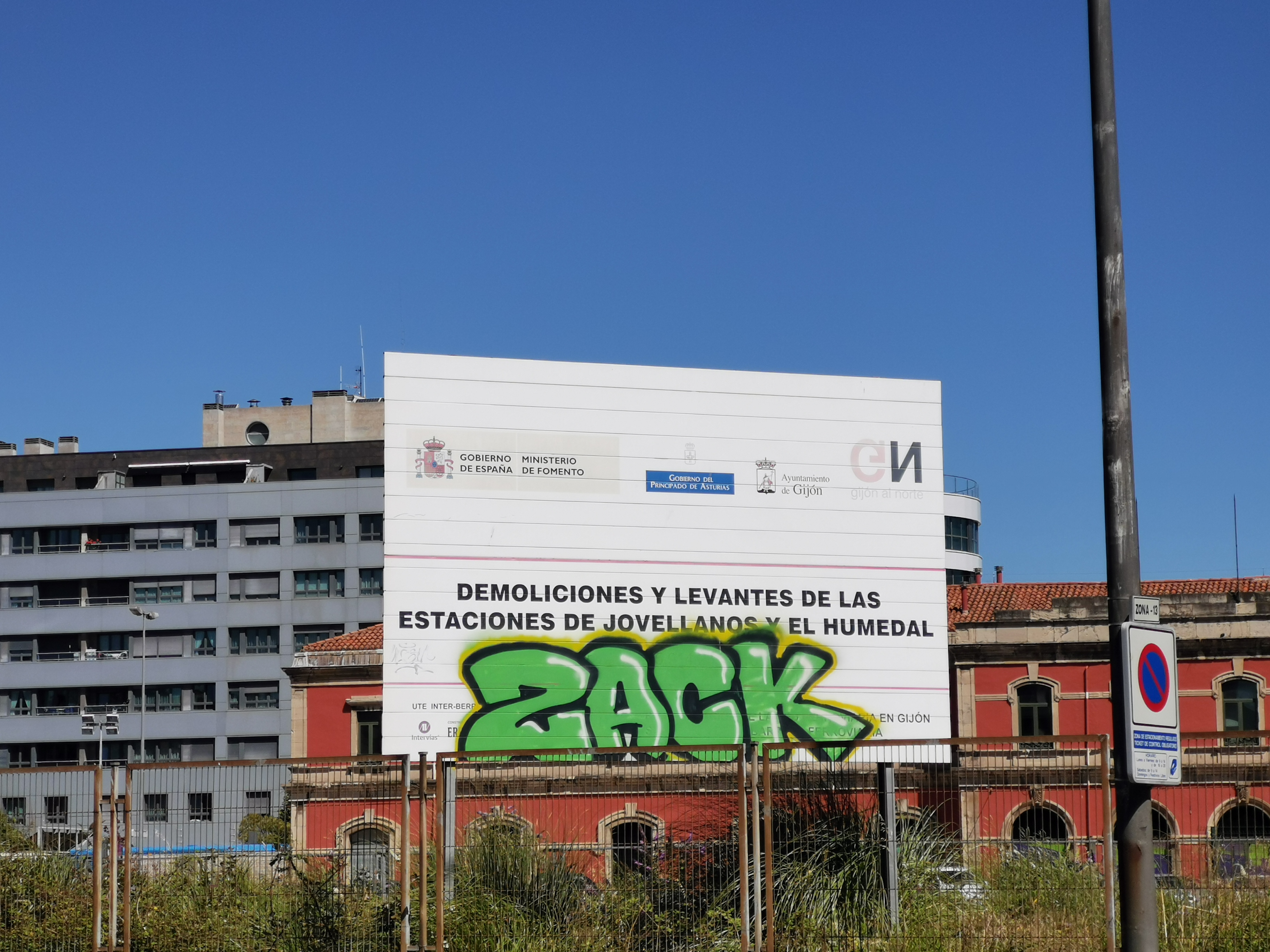
La demolición de las estaciones de Jovellanos y El Humedal fue la última gran actuación del Plan de Vías antes de entrar en bloqueo en 2011.

A partir de 2011 el proyecto del Plan de Vías se bloqueó considerablemente en el contexto de los recortes presupuestarios de la crisis de 2008, que ya habían ralentizado el proyecto notablemente. Con el estallido de la burbuja inmobiliaria la plusvalía obtenida por la venta de las parcelas resultantes de la retirada de las vías en El Centro quedaba lejos de cubrir significativamente los 306 millones de euros de la Estación Intermodal.Todo el proyecto del Plan de Vías, incluidos los 106 millones de euros ya ejecutados en la construcción del metrotrén y las partidas para su finalización, alcanzaba un presupuesto estimado de 772 millones de euros.
Además, en las elecciones municipales y autonómicas de mayo de 2011 el nuevo partido Foro Asturias ganó la alcaldía de Gijón y la presidencia del Principado con Carmen Moriyón y Francisco Álvarez-Cascos respectivamente. La derecha (PP y ahora Foro) había sido crítica en mayor o menor medida con el desarrollo del Plan de Vías desde que en 2004 Francisco Álvarez-Cascos abandonara el Ministerio de Fomento y el proyecto fuera reformulado en 2005 por la nueva ministra Magdalena Álvarez (PSOE).Foro consideraba que había sido un error renunciar en 2005 a la estación subterránea en El Humedal que había planeado en 2000 su fundador (el propio Álvarez-Cascos). Se aprovecha el parón presupuestario que tenía el proyecto constructivo de la Estación Intermodal y así se lo exigen al Ministerio de Fomento (desde diciembre de 2011 en manos del PP, que también reclamaba una estación más céntrica que en Moreda).
La nueva ministra Ana Pastor se encuentra con una situación económica muy delicada y el proyecto constructivo se bloquea por falta de presupuesto.

#### Propuesta de diseño más céntrica (2015-2022)

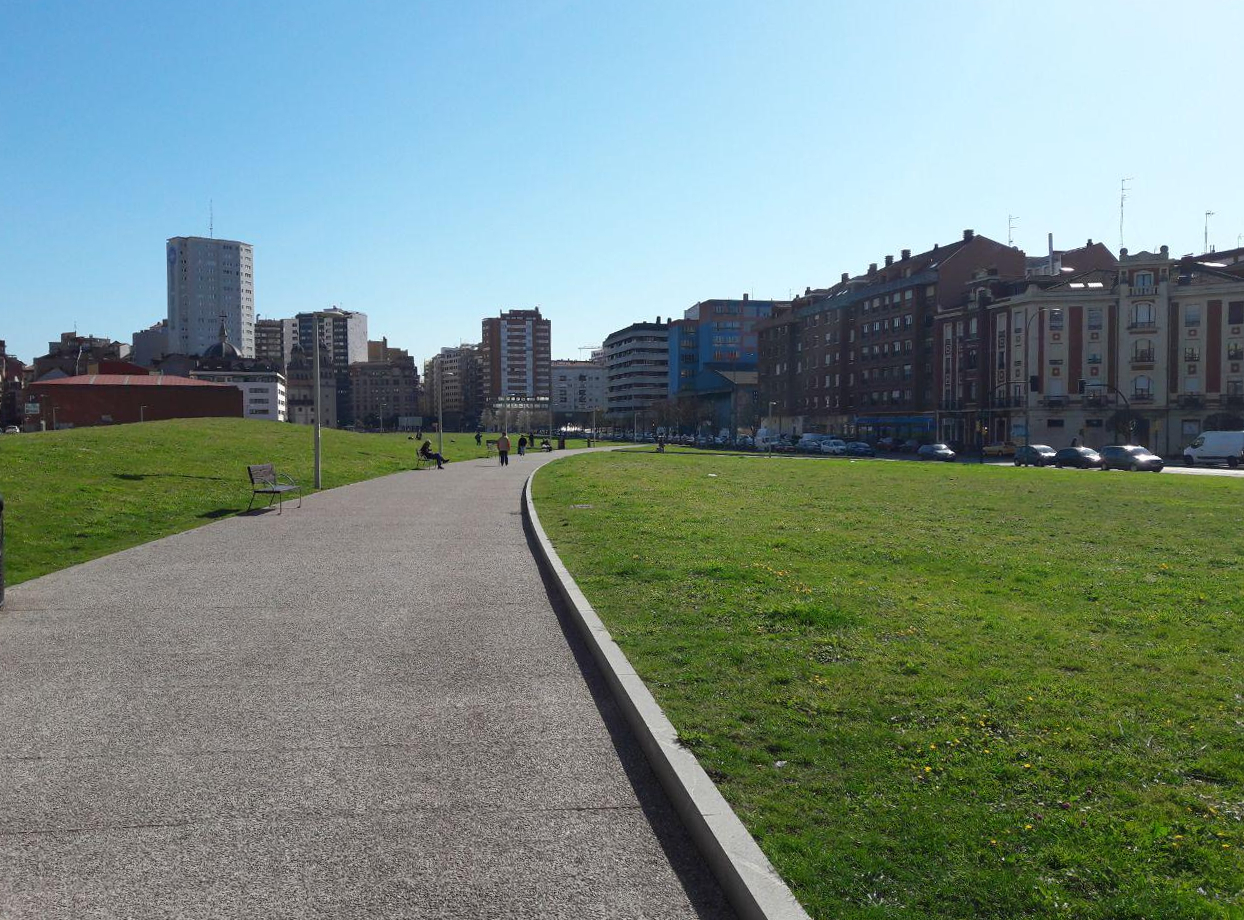
Jardines del Tren de la Libertad (El Solarón). Zona verde surgida en 2016 tras la demolición de la estación de Gijón-Cercanías.

El 10 de noviembre de 2015 Ana Pastor presentó una nueva propuesta de Estación Intermodal, aceptando la reclamación de Foro Asturias de mayor centralidad y descartando el diseño de Junquera Arquitectos presentado en 2006.Este nuevo diseño consistía en una gran estación subterránea a la altura del Museo del Ferrocarril, en el mismo lugar donde habían finalizado las obras del metrotrén en 2006. Era un diseño más céntrico que su némesis: Moreda, aunque más caro, estimado en unos 422 millones de euros frente a los 306 de Moreda. La venta de las parcelas aportaría unos 243 millones (el resto se financiaría mediante deuda) y se esperaba finalizar la estación antes de 2020.El proyecto se bloquea de nuevo. En 2016 los terrenos más céntricos del Plan de Vías se urbanizarían provisionalmente en un parque cuyo nombre es el de Jardines del Tren de la Libertad (apodado El Solarón).
En mayo de 2018, el Ministerio de Fomento encarga a INECO redactar un “Estudio Informativo de la Nueva Estación Intermodal de Gijón”. El objetivo de este nuevo estudio era comparar dos soluciones para la ubicación de la estación: una en Moreda (sin imitar al primer estudio de 2005) y otra en el entorno del Museo del Ferrocarril (en base a lo expuesto en 2015). 

##### Segundo convenio (2019)
El 8 de mayo de 2019 se firma un convenio entre el Ayuntamiento (Carmen Moriyón), el Principado y el Ministerio de Fomento que marca los estándares que debía seguir el Estudio informativo encargado en 2018. Por lo tanto, anula el convenio originario del Plan de Vías firmado 2002. En este nuevo convenio hubo gran énfasis en situar a la estación en el Museo de Ferrocarril, aunque la última palabra la tendría el estudio informativo en desarrollo desde 2018 el cual comparaba ambas opciones.

### Segundo estudio informativo (desde 2022)
En mayo de 2020 el Ministerio de Transportes concluye el "Estudio Informativo de la Nueva Estación Intermodal de Gijón" encargado en 2018; donde se comparan los dos proyectos ferroviarios distintos: Moreda y Museo. La elección de la opción final corrió a cargo del Ministerio de Transición Ecológica, que evaluó el impacto ambiental de ambos proyectos. Lo hizo condicionado por la petición del nuevo gobierno de Ana González (PSOE) de valorar en consideración la ubicación en Moreda.Tas recibir el estudio en junio de 2021, el Ministerio publicó en enero de 2022 su análisis: la mejor opción era Moreda. Finalmente, en febrero de 2022 la Subdirección General de Planificación Ferroviaria aprueba de manera definitiva el estudio informativo, similar al publicado inicialmente en 2005.
En mayo de 2022, mediante un protocolo firmado por Adrián Barbón, Ana González y Raquel Sánchez las tres administraciones que representan se comprometieron a materializar lo expuesto en el Estudio Informativo aprobado en febrero. Para ello encargarían a Adif que licitara el proyecto básico de construcción. Tras licitarlo inicialmente en septiembre de 2022, el 29 de marzo de 2023 Adif adjudicó por 5.700.543 euros la redacción del informe a una Unión Temporal de Empresas formada por tres estudios de arquitectura e ingeniera: b720 ARQUITECTURA, ESTEYCO y GEOCONTROL. Dicha UTE presentará el estudio básico de construcción (diseño final de la estación, costes totales, plazos de construcción, etc.) en octubre de 2025, no pudiendo comenzar las obras hasta, mínimo, 2026.
El 14 de febrero de 2024 el pleno del Ayuntamiento de Gijón, a propuesta de IU, acordó solicitar a Adif que nombrara «Rosario de Acuña» al equipamiento.

#### Fase I de construcción
El 27 de marzo de 2025 José Antonio Santano, en una reunión de Gijón al Norte, dio a conocer la primera fase de las obras de la Estación Intermodal, fase relativa a reurbanización del exterior de la futura estación. Esta fase se valoró inicialmente en 53,5 millones de euros y estará coordinada por Adif, que costeará más del 50% de la actuación. La Fase I se previó licitar en 2026 e incluye las siguientes actuaciones a desarrollar durante 33 meses:
- Demoler el viaducto de Carlos Marx.
- Construir el vial en sustitución al viaducto, que incluye un importante colector de aguas subterráneo.
- Construir parte del túnel faltante del metrotrén por debajo del vial.

Esta última actuación costará 12,9 millones de euros y estará fuera de la "hucha común", siendo costeada únicamente por Adif. En cuanto a los 40,5 millones restantes, Adif financiará el 50%, mientras que el Gobierno del Principado y el Ayuntamiento de Gijón asumirán cada uno un 25%.

## Proyecto
Se han previsto varias actuaciones:

### Soterramiento y cubrimiento de las vías
Se planea el soterramiento de las vías de ancho ibérico usadas por Cercanías Asturias desde el barrio de La Calzada hasta su unión con el ya existente túnel del Metrotrén en el Museo del Ferrocarril. Por su parte las líneas de ancho métrico de cercanías y las de ancho ibérico de larga distancia y alta velocidad (línea Venta de Baños-Gijón) irán en superficie pero cubiertas hasta su finalización en la estación.

### La estación de ferrocarril
La estación se dividirá en dos cuerpos, el principal, en superficie, y la estación del metrotrén, subterránea.
- Estación en superficie: Será el cuerpo principal de la estación y actuará como un fondo de saco, finalizando en ella las líneas de vía estrecha y las de ancho ibérico (Larga Distancia y Alta Velocidad). Estará en superficie e integrada con la estación de autobuses. Su fachada estará caracterizada por contar con grandes aleros.[42] Al norte de la estación habrá un edificio exento que serán oficinas de la empresa Adif.[42] Su playa de vías, no obstante, estará cubierta en su mayor parte con un sistema de cuatro puentes de gran anchura.[42][43] Contará con 4 andenes; dos de 440 metros para trenes de Larga Distancia y dos de 253 m para trenes de vía estrecha. Será el edificio principal de la estación puesto que aquí estará la cafetería, zonas comerciales y una gran plaza exterior donde habrá un aparcamiento subterráneo de dos plantas.[41]
- Estación soterrada o de Cercanías: Habrá un segundo cuerpo a 21 metros de profundidad que dispondrá de 2 andenes de 110 metros de largo, incluyendo su conexión para el tránsito de viajeros hacia la estación superior. Por ella circularán los trenes de la línea C-1 de Cercanías Asturias, que a diferencia del resto de líneas de la estación, ésta continuará su recorrido gracias al túnel del Metrotrén.[41]

### La estación de autobús
Aunque no aparezca diseñada en el proyecto presentado, estará anexa a la estación de tren, será semi-soterrada y tendrá una disposición rectangular que puede recordar a la estación de autobuses de Oviedo o la de Avilés. Su diseño y construcción será paralelo e independiente al de la estación de ferrocarril, puesto que será promovida por la empresa pública Gijón al Norte y no por Adif. Además, su titularidad dependerá del Ayuntamiento de Gijón y no del Estado.

### Otras actuaciones
Está prevista la demolición del viaducto de Carlos Marx, así como la urbanización de los territorios recuperados a las vías, especialmente con zonas verdes. Se clausurará la actividad de la estación provisional de Gijón-Sanz Crespo, que será demolida. Los terrenos recuperados a las vías se adaptarán para su disfrute de la ciudadanía en base a criterios de habitabilidad y sostenibilidad.